# Landsberg am Lech
Landsberg am Lech város Németországban, azon belül Bajorországban. Lakosainak száma 29 739 fő (2023. december 31.). Landsberg am Lech Dießen am Ammersee és Landsberg am Lech járás községekkel határos.

## Népesség
A település népessége az elmúlt években az alábbi módon változott:
| Lakosok száma | 4476 | 11 733 | 15 862 | 19 230 | 27 841 | 28 432 | 28 824 | 28 865 | 29 344 | 29 739 |
|               | 1875 | 1950   | 1975   | 1987   | 2012   | 2014   | 2016   | 2017   | 2021   | 2023   |

## Fekvése
A B 17-es út mellett, a Lech folyó völgyében, a bajor felvidék nyugati kapujában fekvő település.

## Városrészek
- Katharinenvorstadt,
- Neuerpfting,
- Weststadt,
- Schwaighofsiedlung,
- Bayervorstadt,
- Sandau,
- Pössing,
- Ellighofen,
- Erpfting (Friedheimmel, Geratshoffal und Mittelstettennel),
- Pitzling (Pöringgel) és
- Reisch (Thalhofennel).

## Története

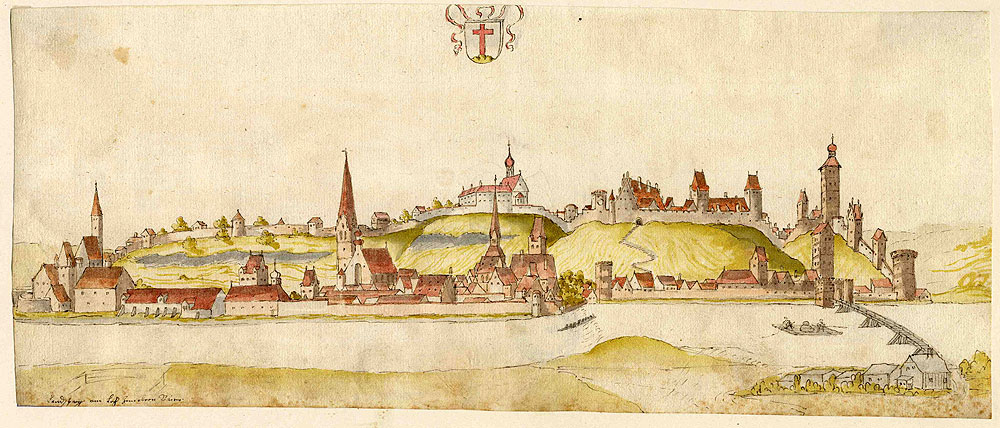
Landsberg 1580-ban

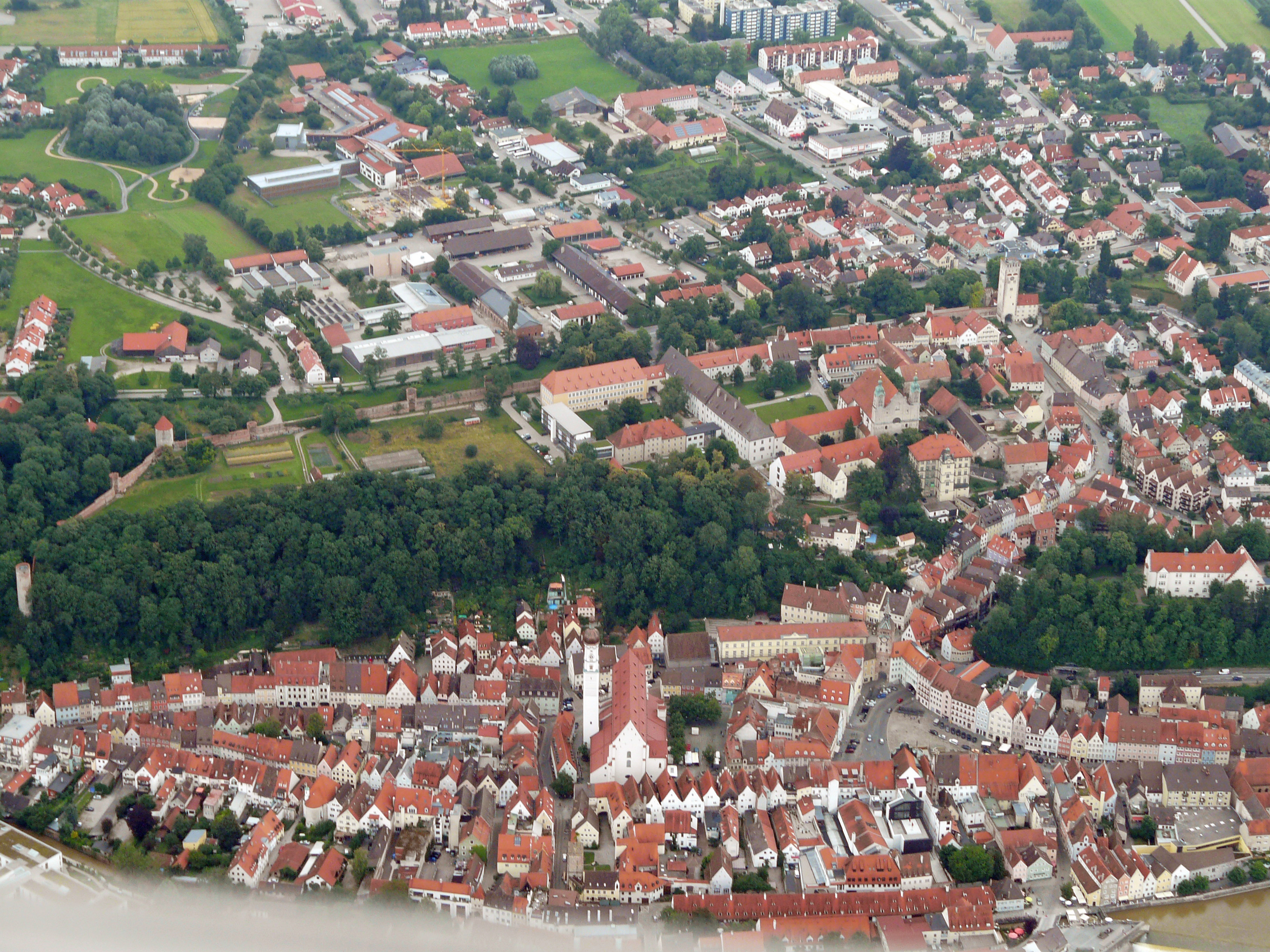

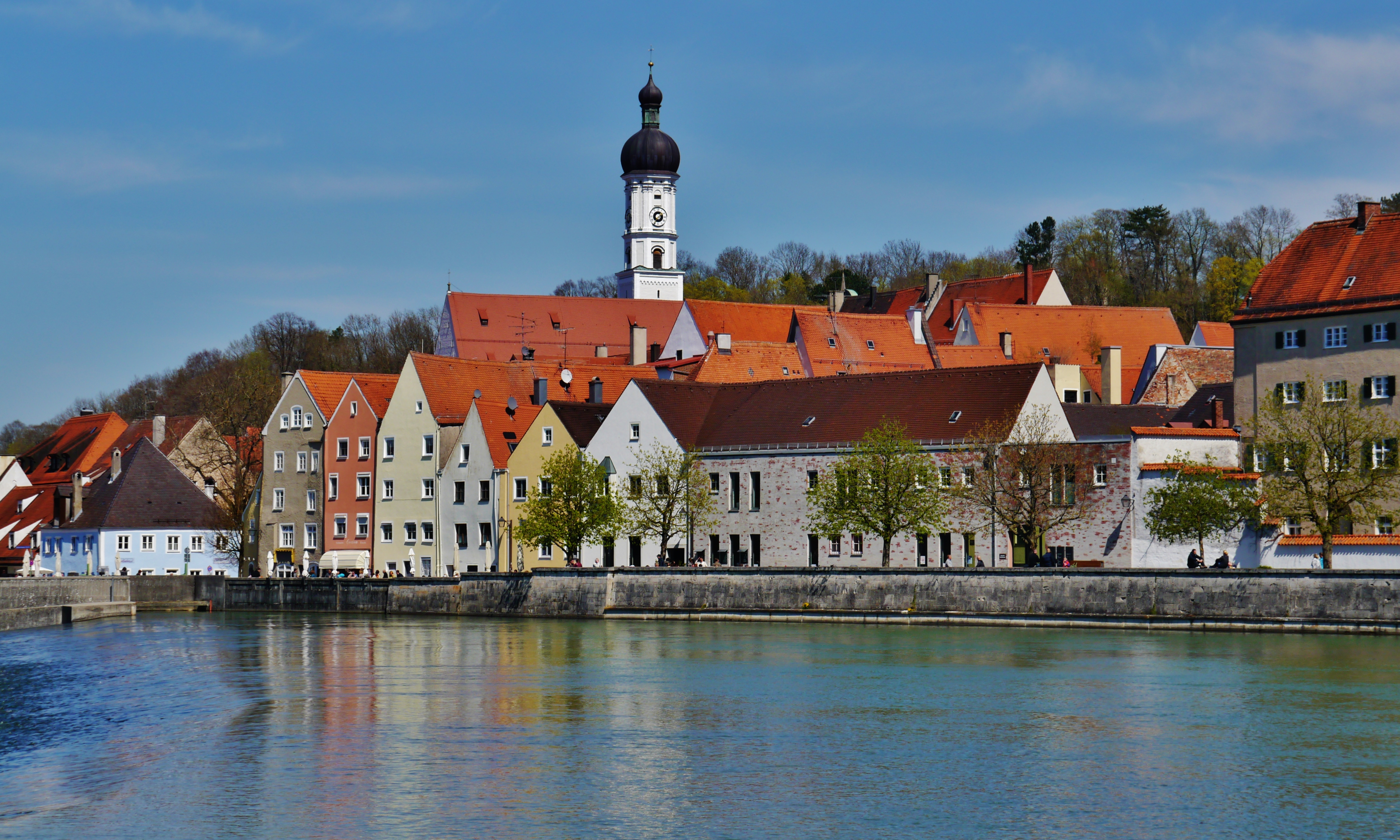
Az óváros

955-ben itt, a közeli Lech-mezőn zajlott le a Lech mezei csata Lech mezei csata a kalandozó magyarok és I. Ottó német-római császár csapatai között. 1160-ban Oroszlán Henrik itt várat építtetett, hogy a Lech  e fontos átkelőhelyét megvédje az új ellenségtől? a nyugat felől támadó sváboktól. A városmag körül máig szinte hiánytalanul maradt meg a 13. századi fal, melynek magassága helyenként eléri az 5 méteres magasságot is. A külső falgyűrű a 15. században létesült.
A település lakossága számtalan bajor városhoz hasonlóan kezdetben itt is a sókereskedelemből élt. a 15. században azonban híressé vált a landsbergi posztó és a landbergi cserépedény is.

## Nevezetességek
- Lech-mezei csata A várostól északnyugatra található Lech mezőn zajlott le 955-ben az a csata, amelyben a kalandozó magyarok súlyos vereséget szenvedtek I. Ottó német-római császártól.
- Barokk szökőkút (Marienbrunnen) - A főtéren áll, oszlopán álló Madonna Joseph Streiter munkája.
- Városháza (Rathaus) - 1699-1702 között épült késő reneszánsz homlokzattal. 1749-ben Dominikus Zimmermann szép stukkódíszítéssel ékesítette. Később, 1749-ben polgármesterré is választották, 5 évig dolgozott a saját keze munkájával ékes homlokzatú épületben. Az ő munkája a II. emeleti teremsor stukkózása is.
- Szép torony (Schöner Turm) -  a régi belső városfal része, a 16. században épült.
- Plébániatemplom (Pfarrkirche Mariä Himmelfahrt) - a város főutcáján (Ludwigstrasse) található. Harangtornyának alsó része 1380 körül, a nyolcszögletű toronycsúcs  és a sisak 1698-ban készült a helybeli Jörg Pfeiffer és Lorenz Luidj közös munkájaként. Antonio Triva oltárképével. A mellékoltárok közül azt, amely en Hans Multscher 15. századi gótikus életnagyságú madonnája áll (Rosenkranzaltar), 1721-ben készítették Zimmerman elgondolása szerint. A szentély üvegablakai 1562-ből valók.
- Szent János templom (Johanneskirche) - Zimmermann tervei szerint készült 1750-1752 között.
- Jezsuita kolostortemplom (Klosterkirche Hl. Kreuz) - a dombtetőn épült 1752-1754 között. Homlokzata jellegzetes kéttornyos jezsuita-barokk. Belsejében hatalmas mennyezetfreskók, faragott gyóntatószékek és kovácsoltvas rácsok láthatók.
- Bajor-kapu (Bayertor) - a legszebb gótikus német városkapu, mely 1425-ben épült.
- Landsbergi börtön - az 1910-ben épült börtönben raboskodott 1924-ben, a sikertelen müncheni sörpuccsot követően kilenc hónapon át Adolf Hitler és itt diktálta le titkárának, Rudolf Hessnek a Mein Kampf szövegét. A náci korszakban a börtön és Hitler egykori cellája fontos emlékhelynek, zarándokhelynek számított. A második világháborút követően az amerikai hadsereg számos elfogott náci háborús bűnöst tartott itt fogva. Az épületkomplexum ma is börtönként üzemel.

## Közlekedés

### Közúti közlekedés
A várost érinti az A96-os autópálya.

## Itt születtek, itt éltek
- Dominikus Zimmermann
- Hubert Herkomer - a viktoriánus Anglia későbbi ünnepelt portréfestője a Lech-parti Waalban született, majd itt élt Landsbergben.

## Galéria

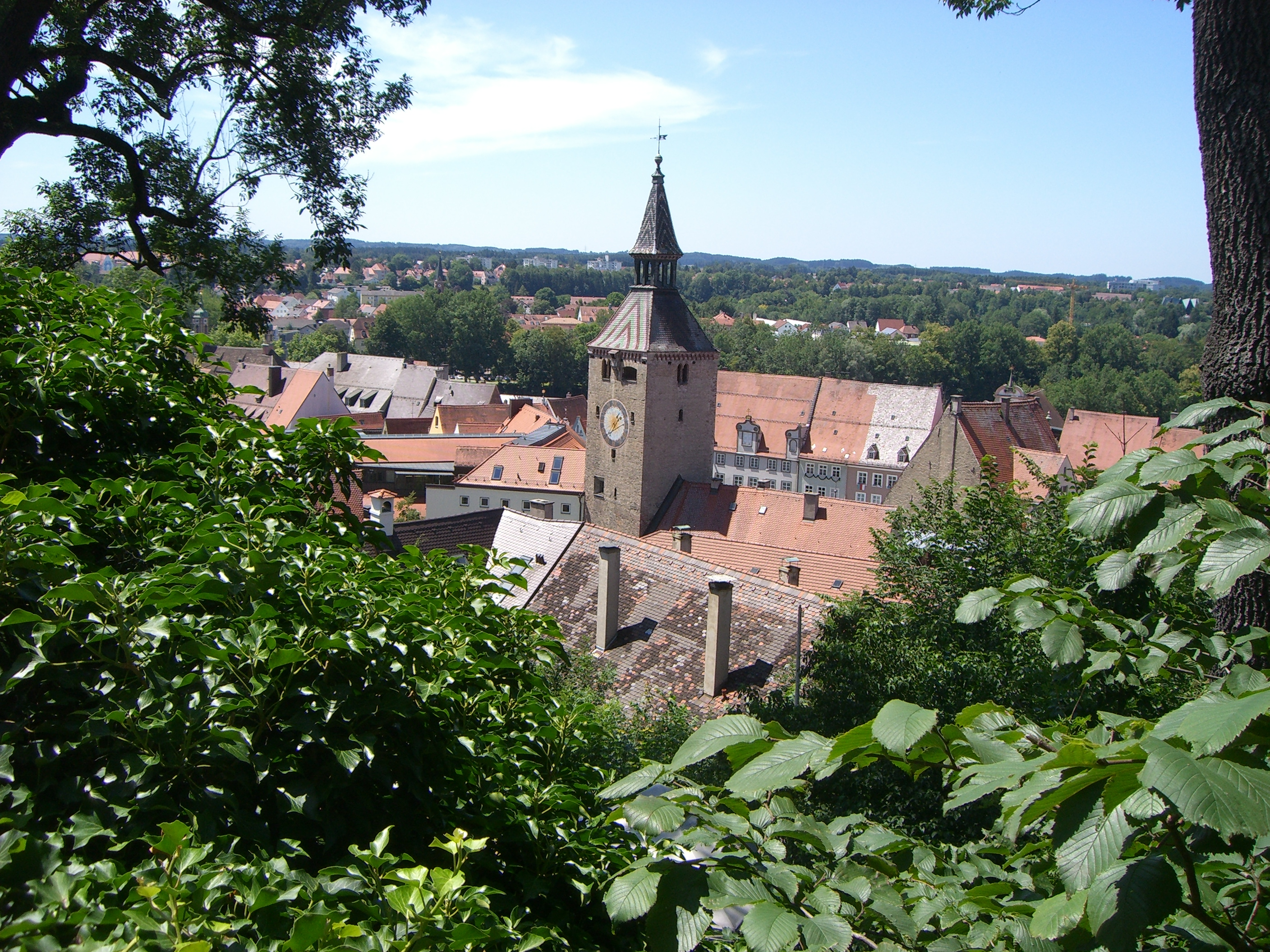
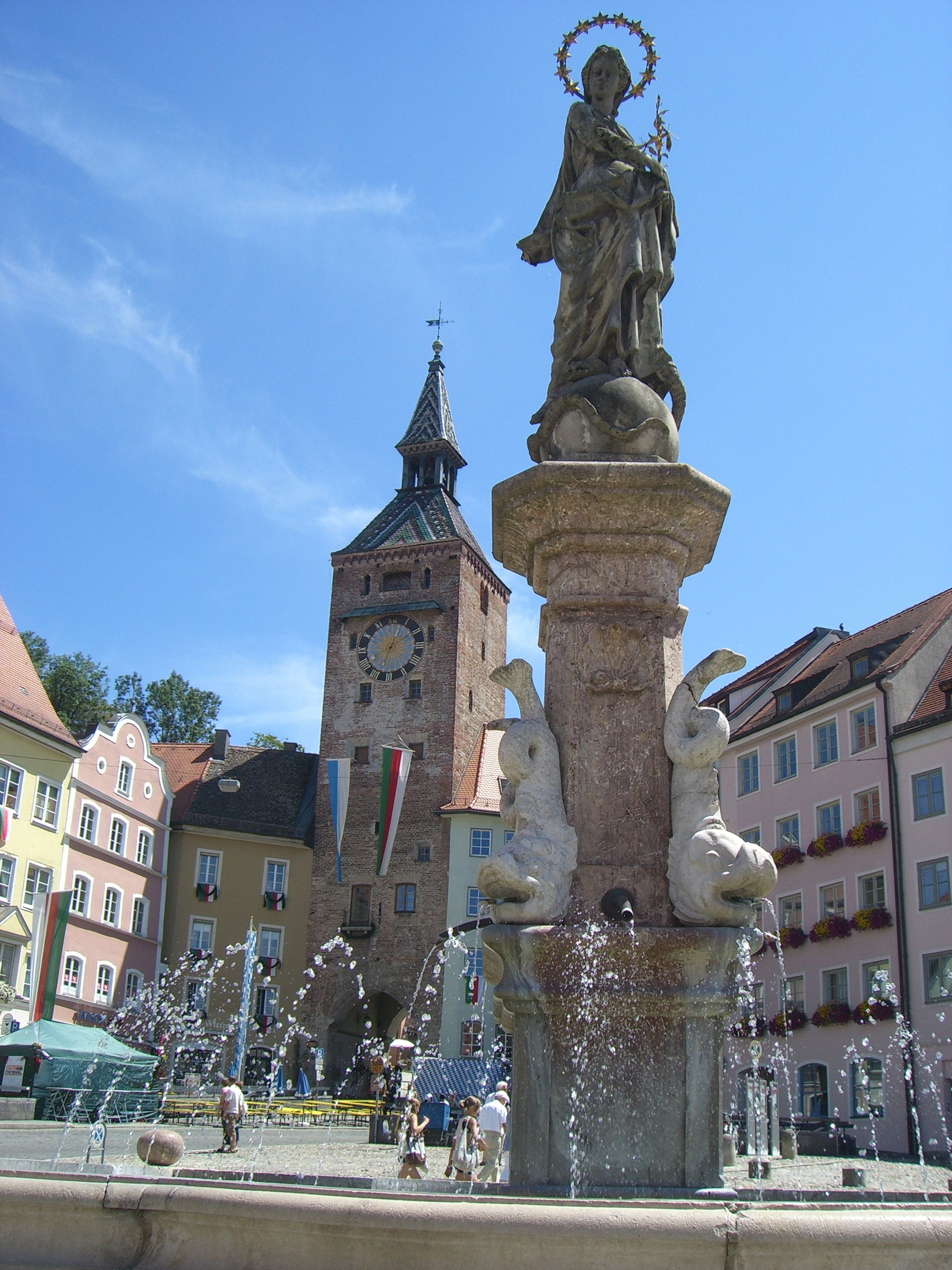
A piactér
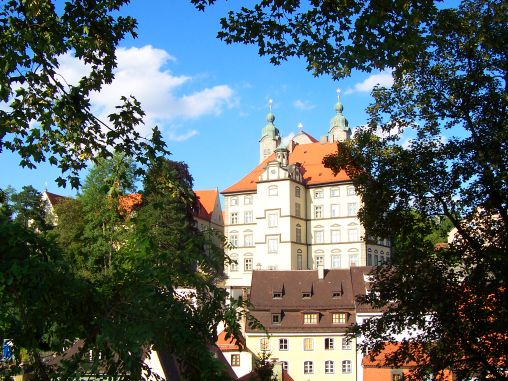
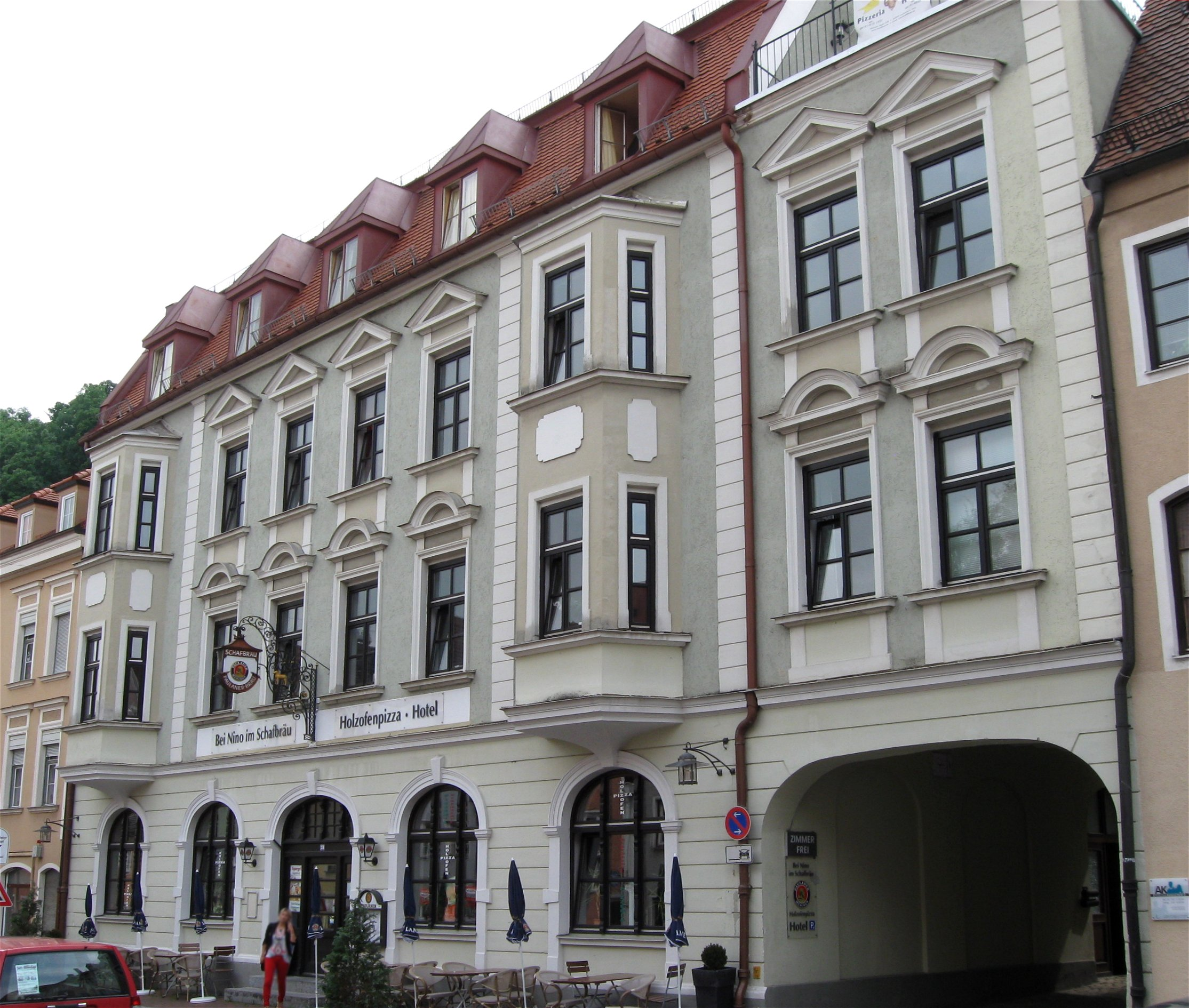
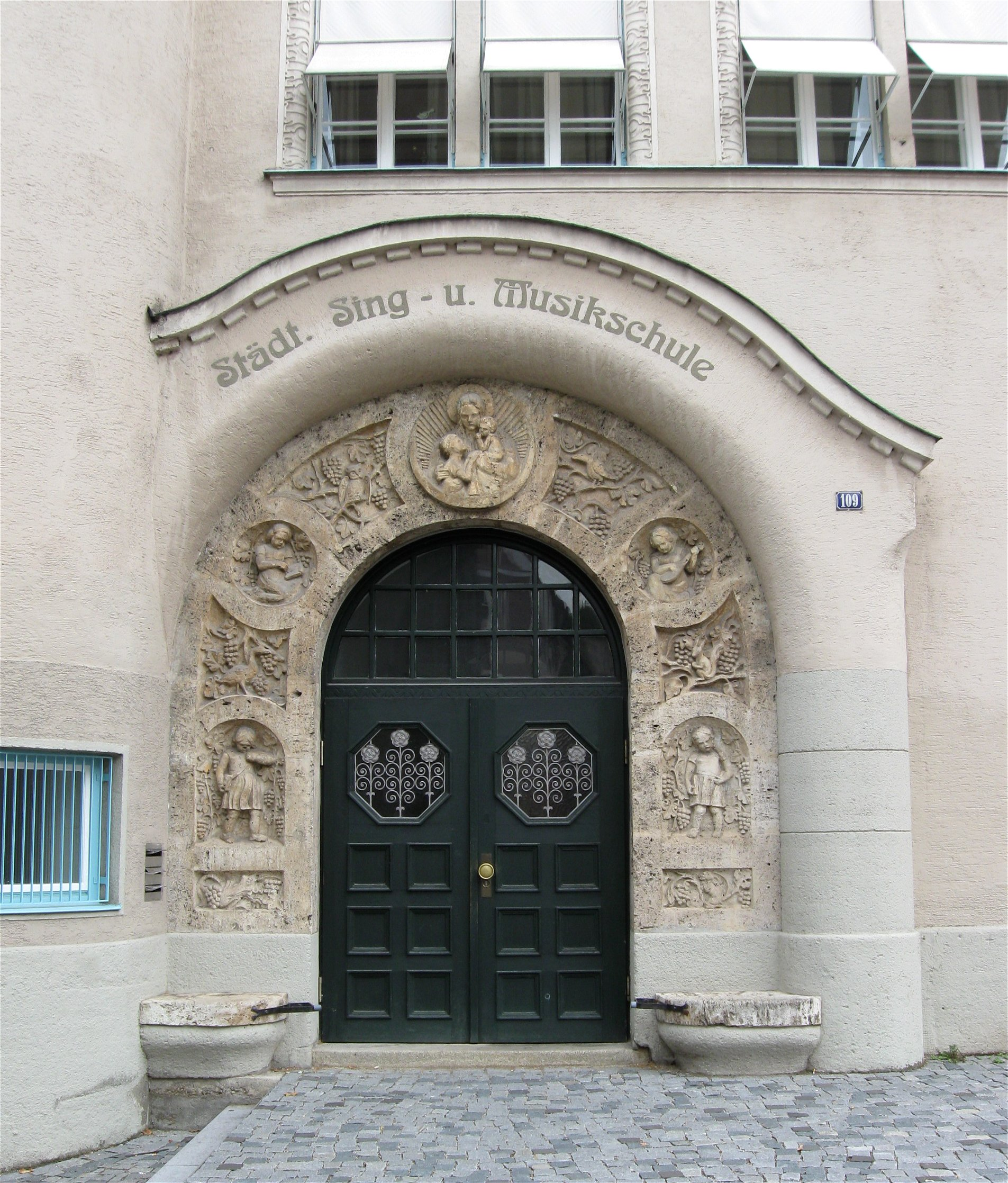
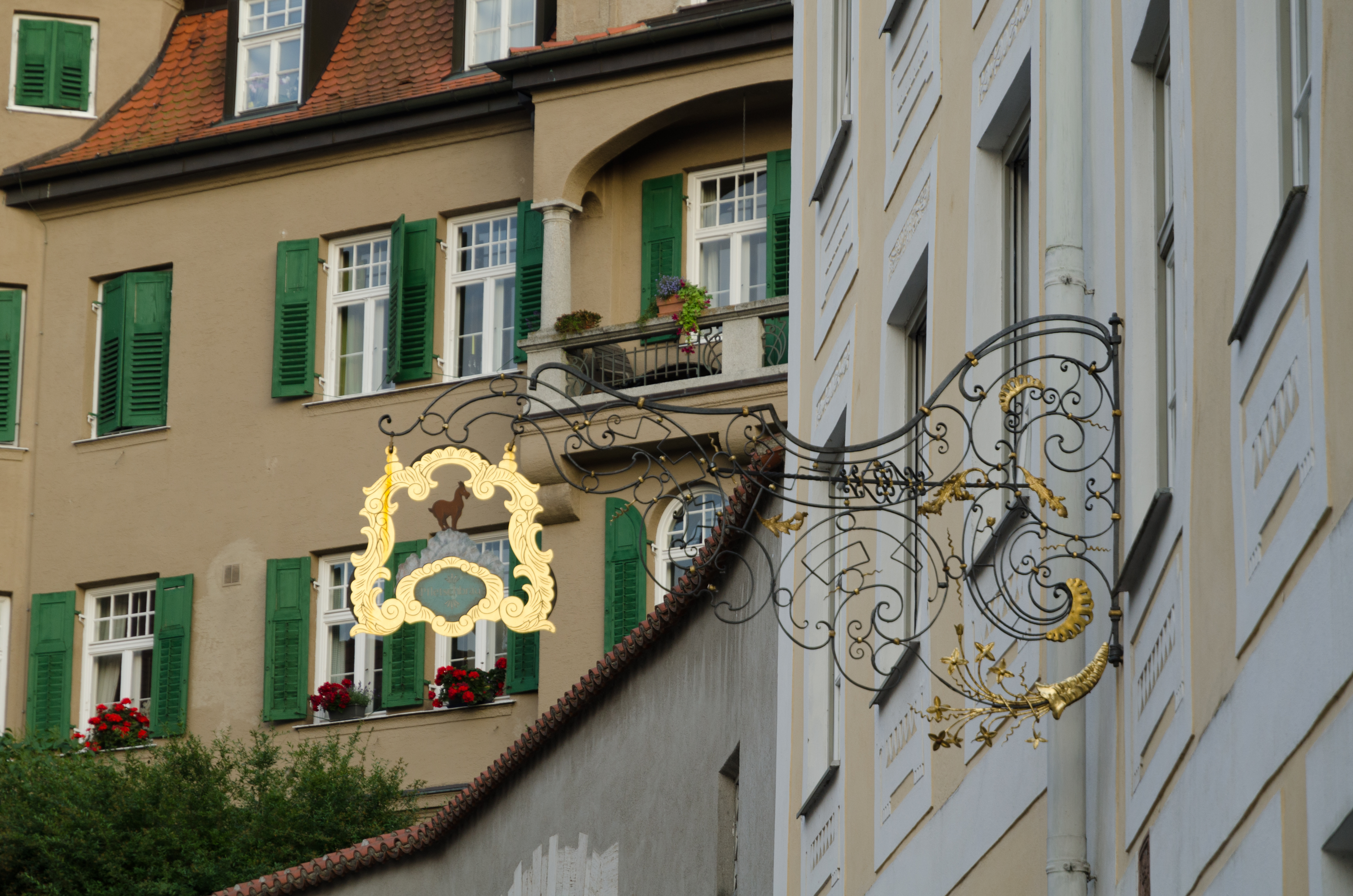
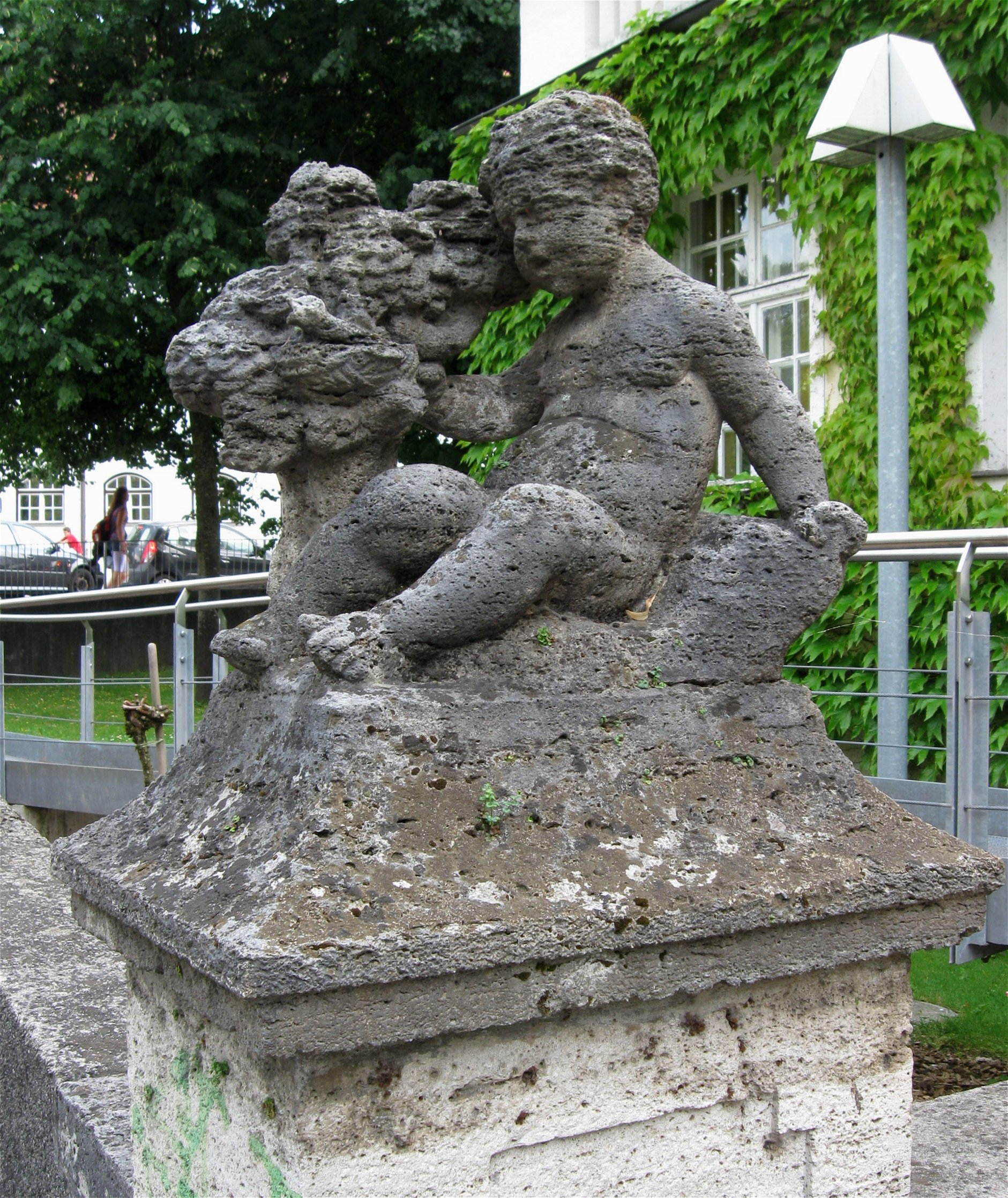
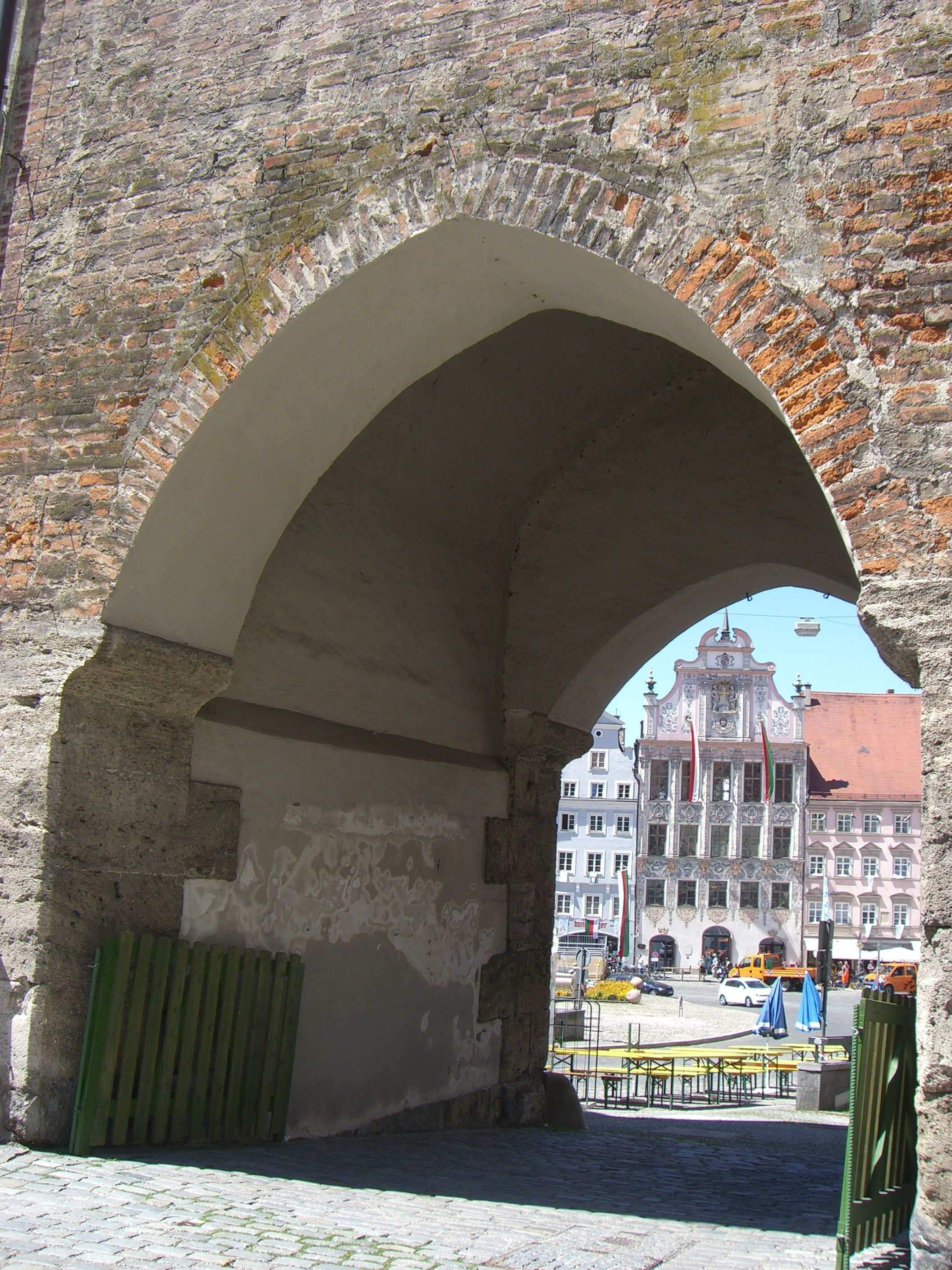
A városház (Rathaus)
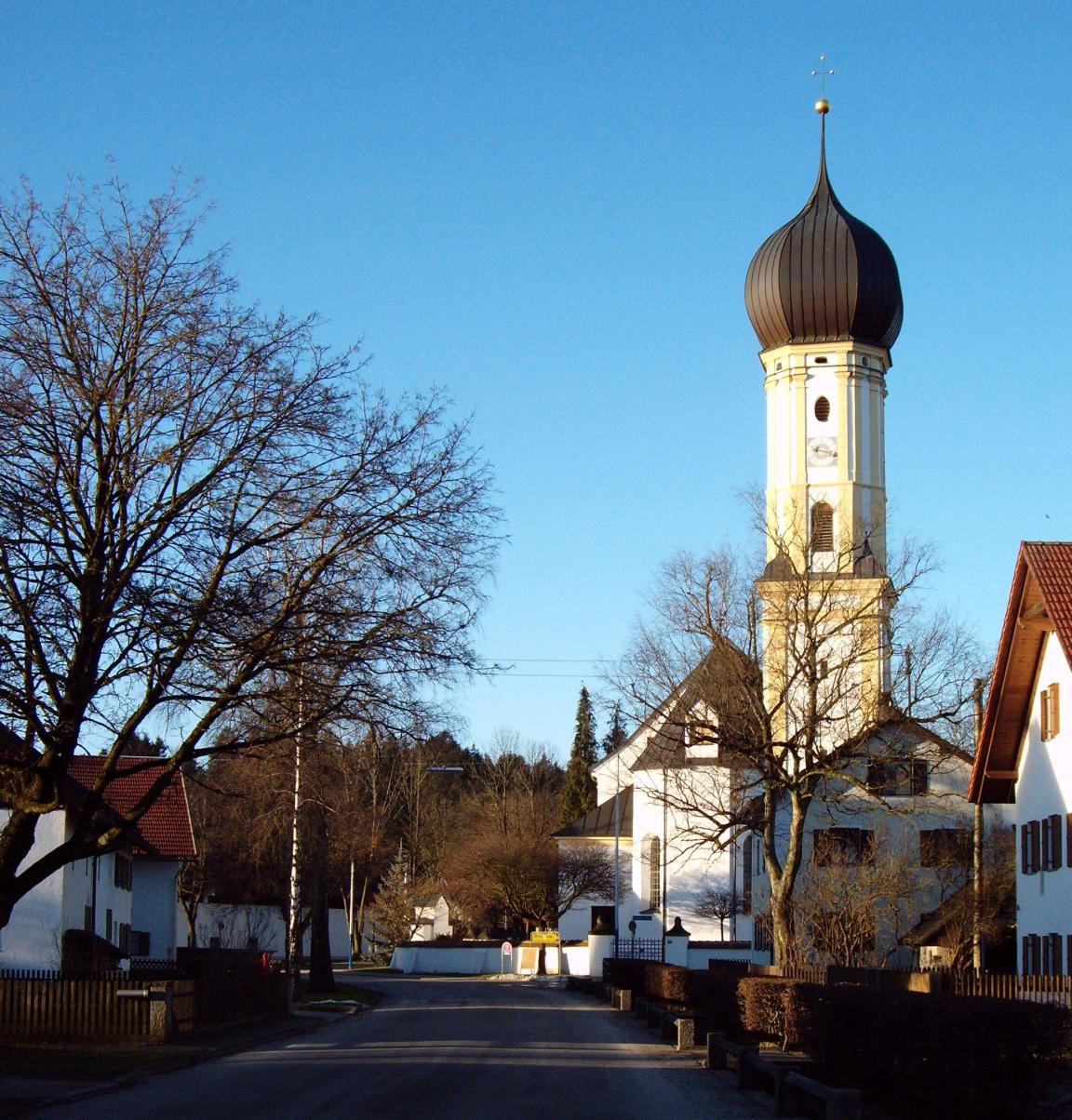
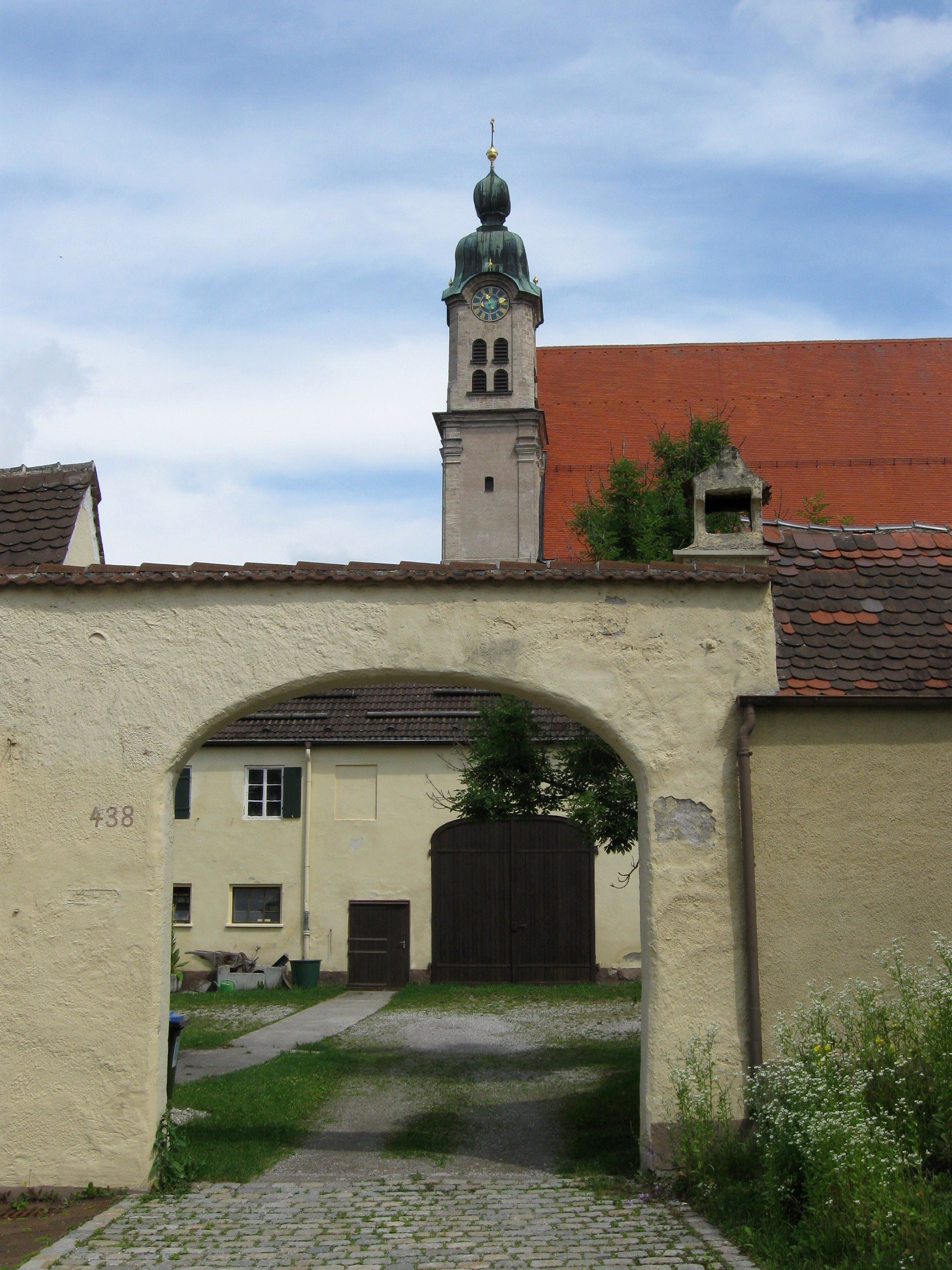
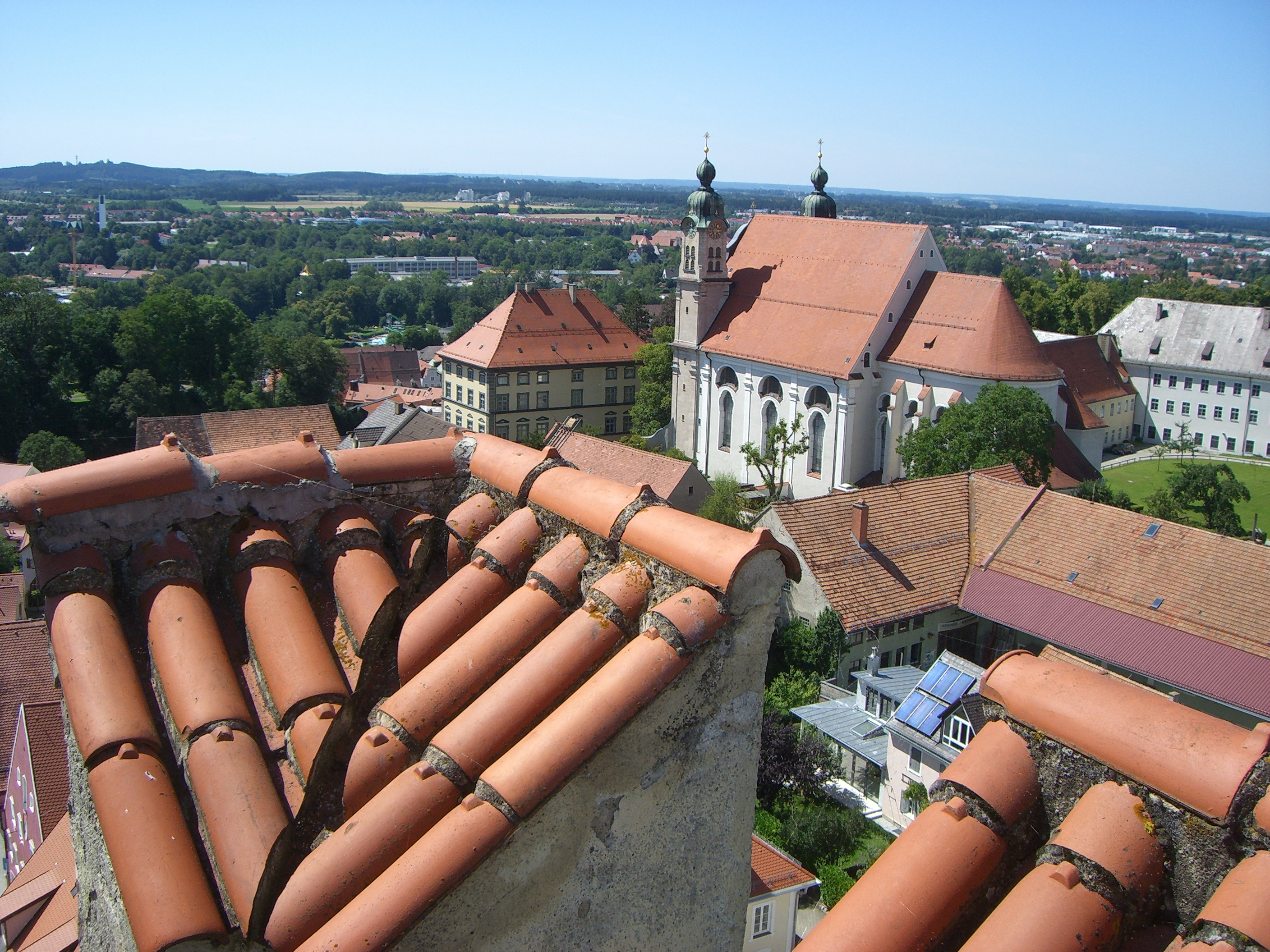
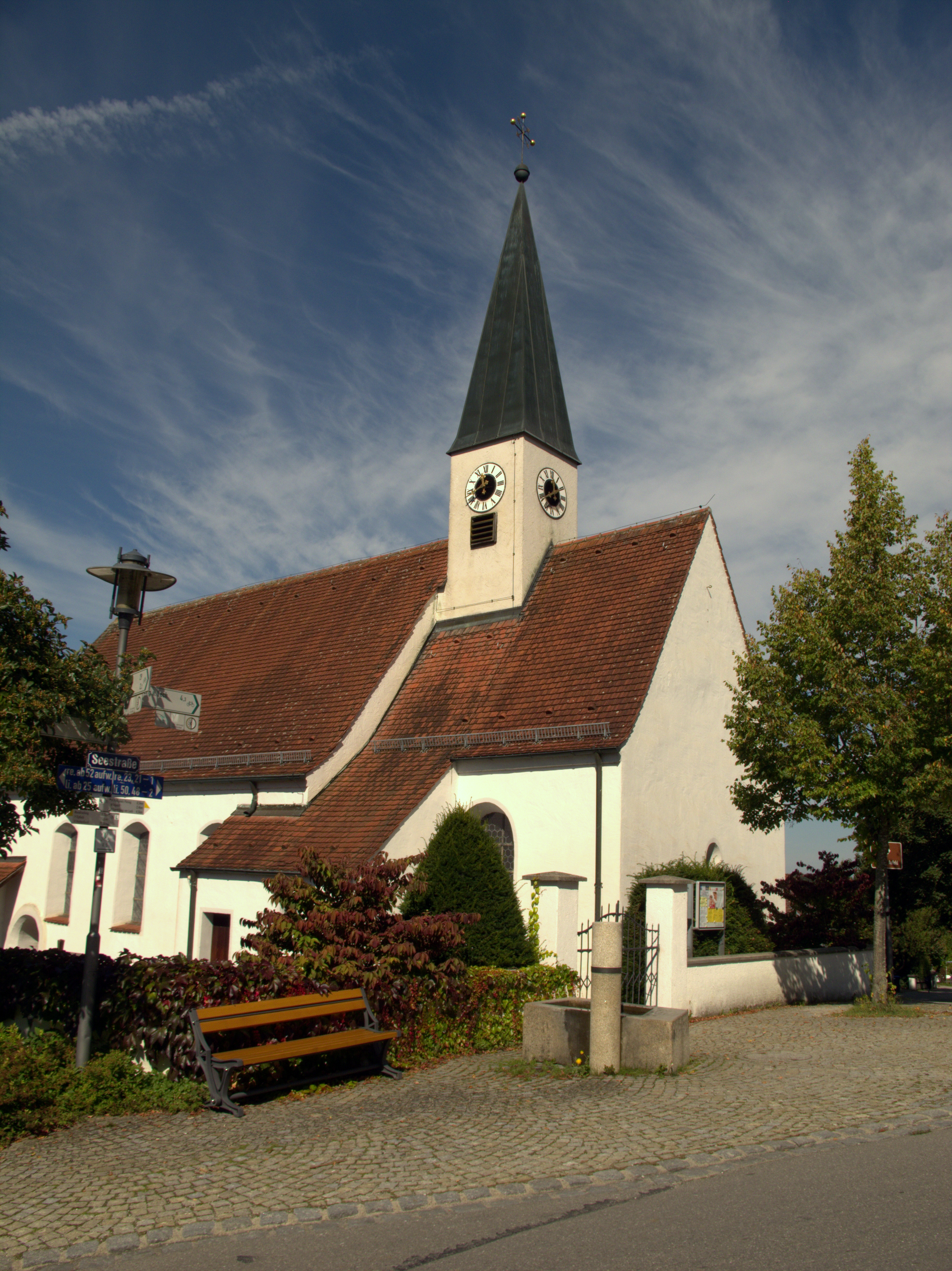
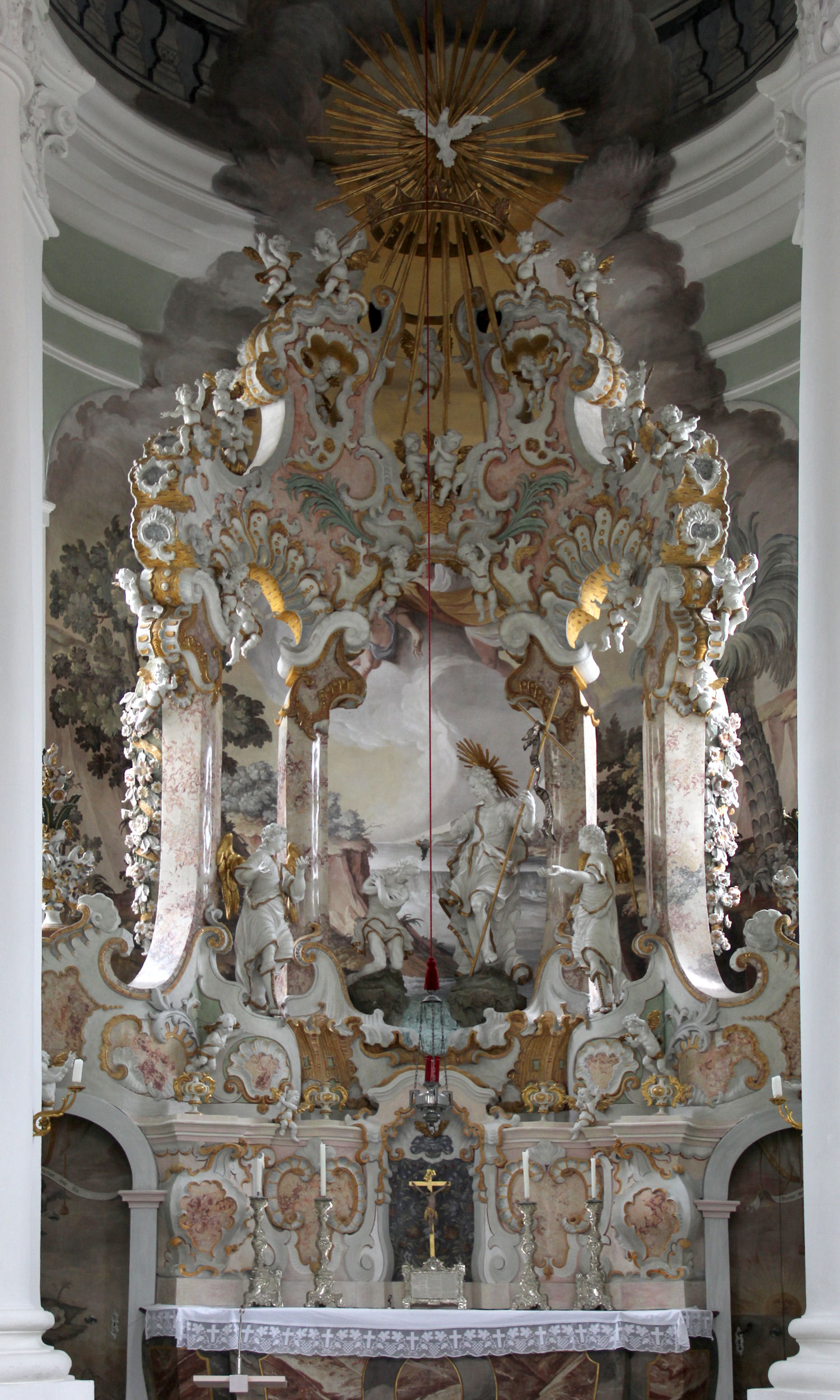
A Szent János templom (Johanneskirche)
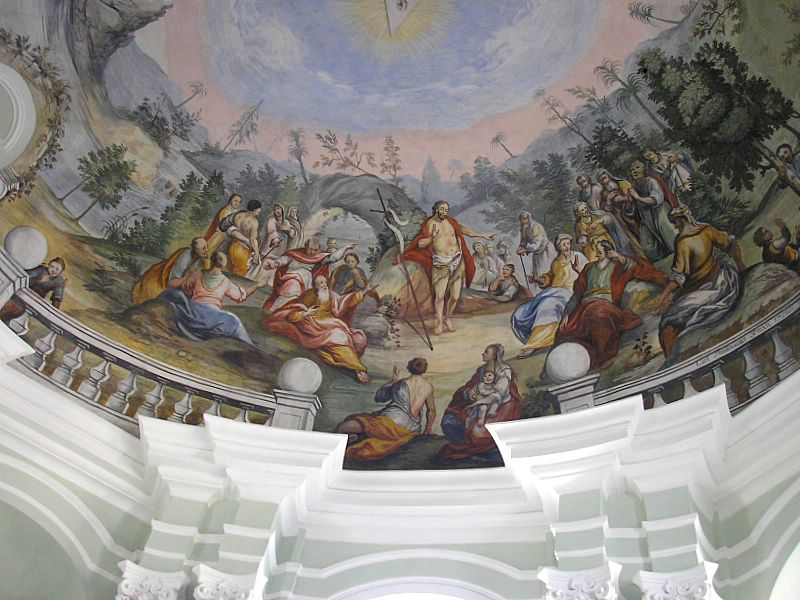
A Szent János templom (Johanneskirche)
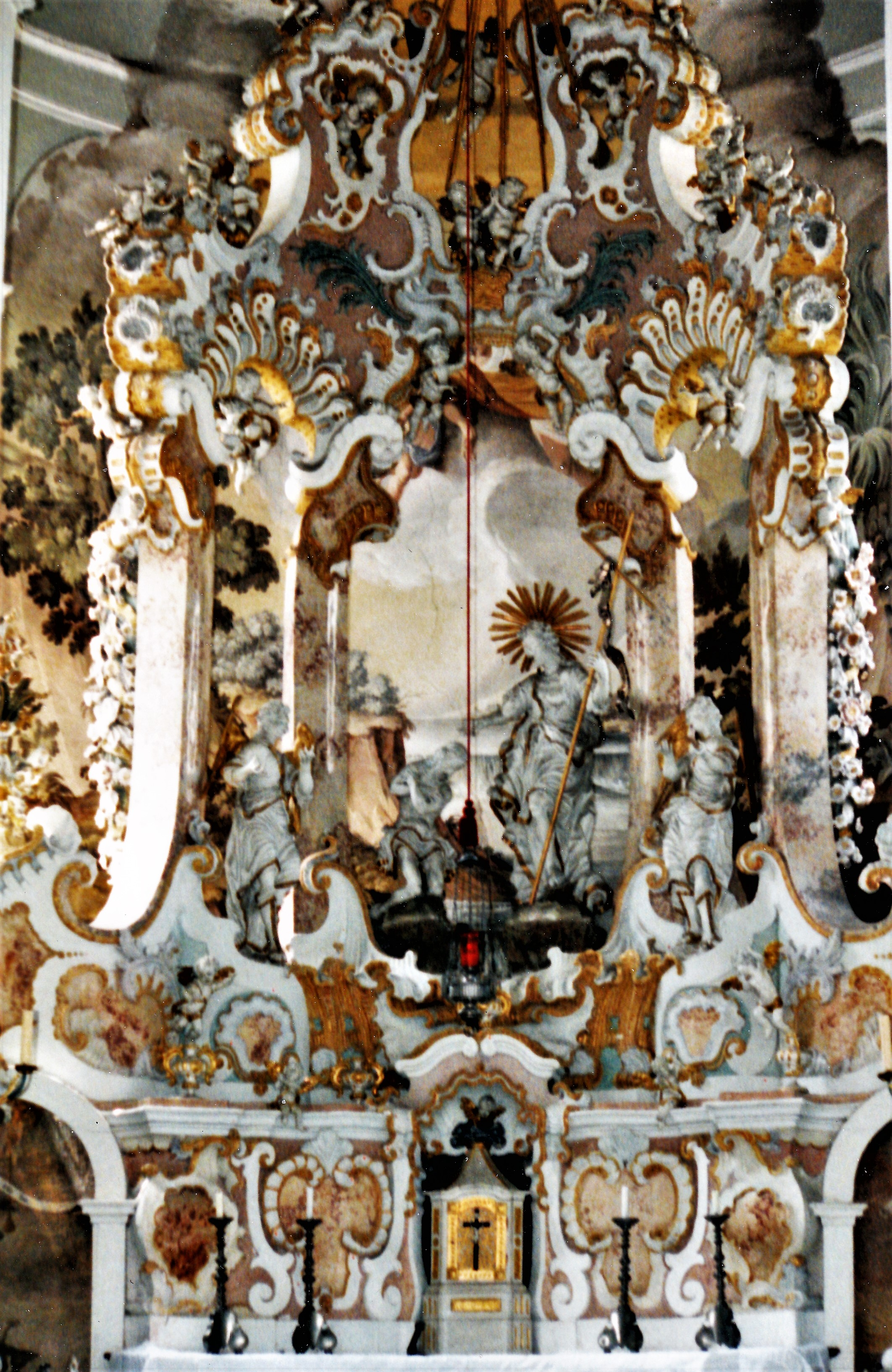
A Szent János templom (Johanneskirche)
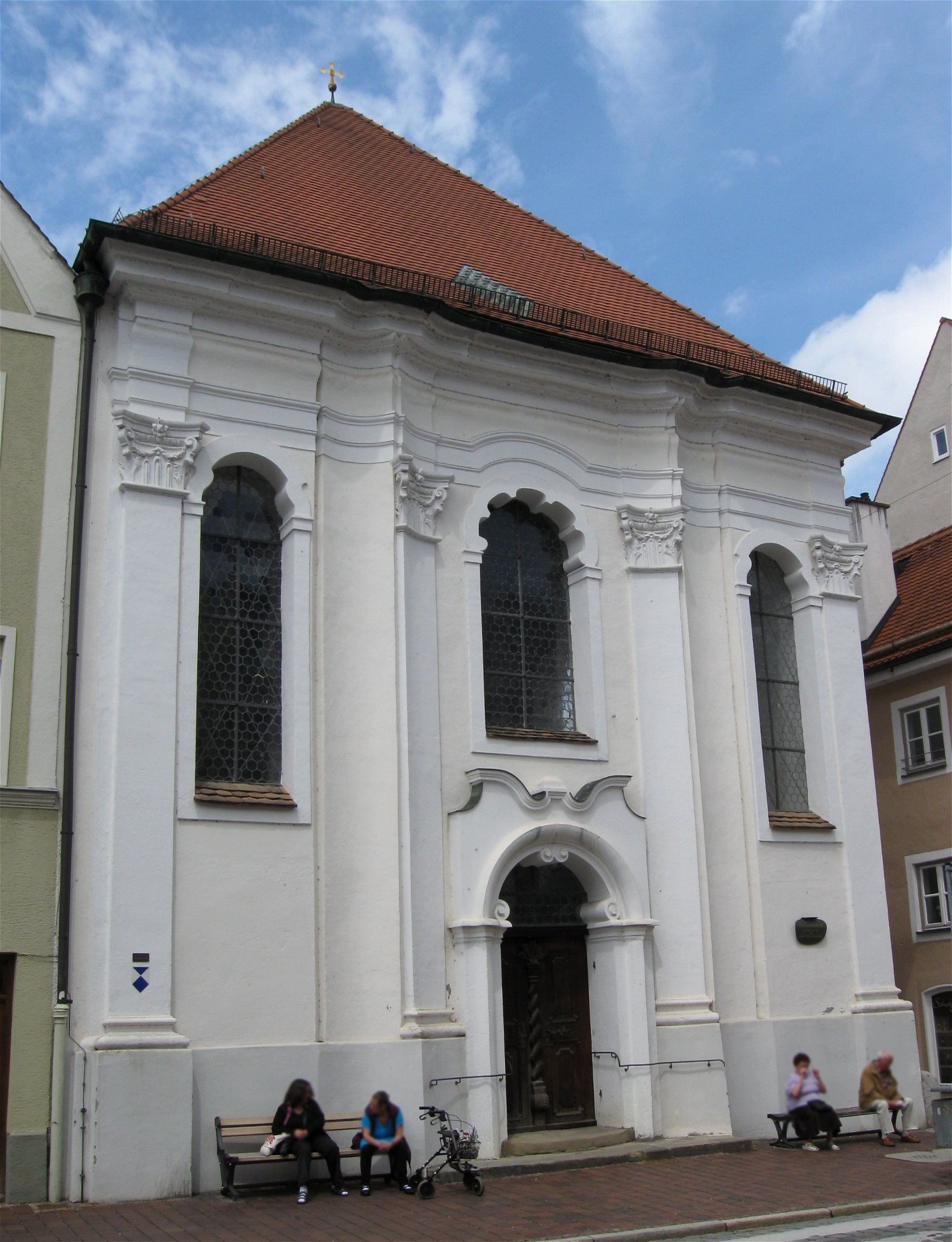